# Helmut Reitemann
Helmut Reitemann (* 30. Oktober 1959 in Isny im Allgäu) ist ein deutscher Kommunalpolitiker (CDU). Von 2007 bis 2023 war er Oberbürgermeister von Balingen.
Nach einer Ausbildung zum Bankkaufmann absolvierte Reitemann ein Studium zum gehobenen Verwaltungsdienst und ein berufsbegleitendes Studium zum Betriebswirt (VWA). Er war in verschiedenen Positionen der Kommunalverwaltungen tätig, unter anderem im Landkreis Sigmaringen und im Bodenseekreis.
2007 bewarb er sich um den Posten des Oberbürgermeisters in Balingen. Im ersten Wahlgang am 4. März 2007 lag Reitemann mit 30,8 Prozent noch um 5,4 Prozentpunkte hinter dem FDP-Kandidaten Dietmar Foth. Am 18. März 2007 wurde Helmut Reitemann jedoch schließlich im zweiten Wahlgang durch 39,1 Prozent der Stimmen und 4,7 Prozentpunkte Vorsprung vor Foth zum neuen Balinger Oberbürgermeister gewählt.
Für seine zweite Amtszeit setzte sich Reitemann am 8. März 2015 bereits im ersten Wahlgang mit 82,3 Prozent durch. Einziger Gegenkandidat war Peter Seifert (Grüne), der 2007 ebenfalls kandidiert und Platz 5 erreicht hatte. Bei der Bürgermeisterwahl 2023 trat Reitemann nicht erneut an. Dirk Abel (CDU) wurde zu seinem Nachfolger gewählt.